# فستوس موغاي
فستوس موغاي (بالإنجليزية: Festus Mogae)‏ (و. 1939 – م) هو سياسي من بوتسوانا.

## التعليم
تعلم في جامعة ساسكس.

## جوائز
حصل على جوائز منها جائزة مو إبراهيم للحكم الرشيد في إفريقيا.

## روابط خارجية
- فستوس موغاي على موقع الموسوعة البريطانية (الإنجليزية)
- فستوس موغاي على موقع مونزينجر (الألمانية)
- فستوس موغاي على موقع إن إن دي بي (الإنجليزية)